# Група телескопів Ісаака Ньютона
Група телескопів Ісаака Ньютона (англ. Isaac Newton Group of Telescopes, ING) складається з трьох оптичних телескопів: телескопа Вільяма Гершеля, телескопа Ісаака Ньютона та телескопа Якобуса Каптейна. Телескопи працюють під спільним керівництвом Ради науково-технічних установ Великої Британії, Нідерландської дослідницької ради та Інституту астрофізики Канарських островів. Телескопи розташовані в обсерваторії Роке-де-лос-Мучачос на острові Ла-Пальма на Канарських островах.
Раніше ці телескопи перебували під контролем Гринвіцької королівської обсерваторії до скорочення урядом Великобританії в 1998 році.